# Шабури
Шабу́ри (рос. Шабуры) — село у складі Опарінського району Кіровської області, Росія. Входить до складу Стрільського сільського поселення.
Населення становить 73 особи (2010, 146 у 2002).
Національний склад станом на 2002 рік — росіяни 96 %.